# Grottbjörn
Grottbjörn (Ursus spelaeus) är en utdöd art inom familjen björnar som levde i Europa och norra Afrika under senaste istiden för 25 000 år sedan. Trivialnamnet grottbjörn har den fått då merparten fossil är återfunna i grottor. Det antas att grottbjörnen tillbringade mer tid i grottor än exempelvis brunbjörnen som endast använder dem under vintervilan.
Grottbjörnen var ungefär 30 procent större än en vanlig brunbjörn, och tros till skillnad från denna i huvudsak snarare ha varit växtätare än allätare, bland annat på grundval av reducering eller avsaknad av främre kindtänder, vilket kan ha gjort det lättare att tugga växtlighet. Den kan ha dött ut på grund av att klimatet förändrades vilket medförde att dess huvudföda försvann. Det antas också att den förhistoriska människan kan ha spelat en avgörande roll i grottbjörnens utrotning. Arkeologiska fynd som påminner om altare har hittats i direkt anslutning till björnfossil, vilket antyder att det fanns en grottbjörnsdyrkan hos forntida människor. 1983 fann man lämningar från 140 stycken grottbjörnar i Pestera Ursilor (Björngrottan) i Rumänien. 

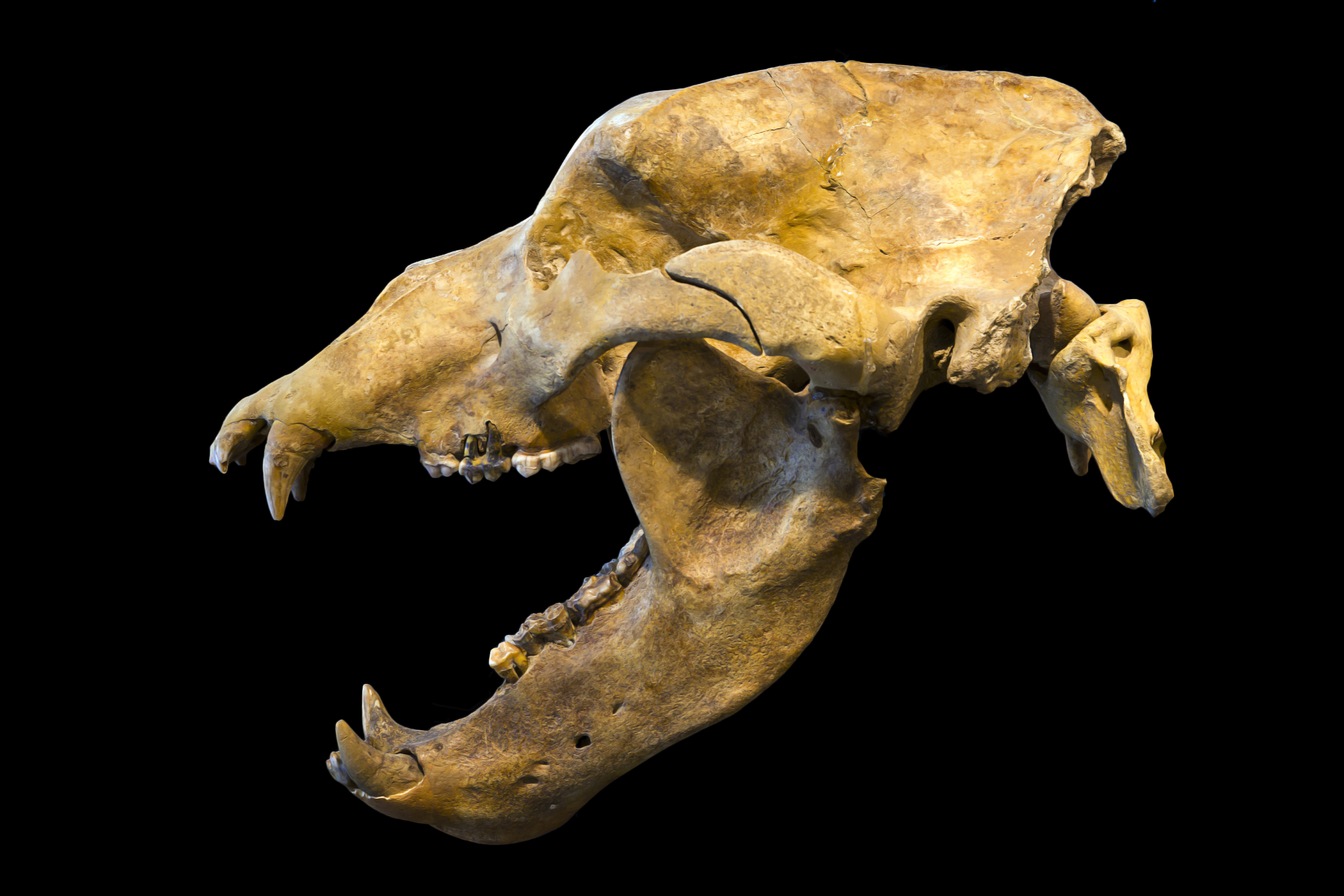
Skalle av grottbjörn.